# 清澤恵美子
清澤 恵美子（きよさわ えみこ、女性、1983年11月20日 - ）は、神奈川県横浜市出身の元アルペンスキー選手。

## 略歴
両親の影響で3歳からスキーを始め、練習環境を求めて高校は歌志内高校に進学。高校選抜総合で優勝を果たす。
専修大学時代には、2005年1月の冬季ユニバーシアードインスブルック大会のジャイアントスラロームでは銅メダルを獲得した。
大学卒業後はチームアルビレックス新潟やクレブなどに所属し、2007年1月の冬季アジア大会ジャイアントスラロームで金メダルを獲得した。
2010年からはドームに所属。競技に専念できるようになり、更に成績を伸ばし、W杯に参戦。アルペンスキー世界選手権の出場は、2013年の回転44位、2017年の回転38位。
2018年1月10日にツイッターで引退を表明した。2月にはNHK総合テレビジョンの平昌オリンピックのスタジオゲストとして、解説を行った。12月にプロゴルファー薗田峻輔と入籍そして結婚。2019年10月28日に第一子が誕生。
2022年の北京オリンピックではNHKでアルペンスキー女子大回転と回転の解説を担当し、各選手のオフ時の情報や小ネタ等を交えながらもアスリートとしての目線での解説を怠らず、視聴者にもわかりやすい説明が話題を呼んだ。

## 参考
- EMIKO KIYOSAWA公式webサイト